# Tři Bubny
Tři Bubny je osada, část obce Orel v okrese Chrudim. Nachází se asi 2 km na sever od Orle. V roce 2009 zde byly evidovány tři adresy. V roce 2001 zde trvale žilo 6 obyvatel.
Tři Bubny leží v katastrálním území Orel o výměře 6,44 km2.

## Památky
- Kostel svatého Jiří na návrší, gotická dvoulodní stavba z konce 14. století s kamennými opěráky a věží v průčelí. Kostel má dva polygonální závěry, větší severní a menší jižní, který uzavírá užší jižní loď. Presbytáře zaklenuty kápěmi, loď křížovými klenbami na jediný sloup, stojící mimo osu. V jižním (vedlejším) presbytáři cenné fresky z počátku 15. století. Cenné barokní zařízení ze 17.–18. století.
- Polní opevnění – valy (Šance), archeologické naleziště u kostela